# Раздольненское сельское поселение (Кореновский район)
Раздольненское сельское поселение — муниципальное образование в составе Кореновского района Краснодарского края России. 
В рамках административно-территориального устройства Краснодарского края ему соответствует Раздольненский сельский округ.
Административный центр — станица Раздольная.

## Население
| 2010  | 2012  | 2013  | 2014  | 2015  | 2016  | 2017  |
| ----- | ----- | ----- | ----- | ----- | ----- | ----- |
| 3670  | ↗3706 | ↗3735 | ↗3743 | ↗3789 | ↗3796 | ↘3772 |
| 2018  | 2019  | 2020  | 2021  | 2023  |       |       |
| ↘3738 | ↘3707 | ↘3688 | ↘3428 | ↘3346 |       |       |

## Населённые пункты
В состав сельского поселения (сельского округа) входят 2 населённых пункта:
| № | Населённый пункт | Тип населённого пункта | Население (чел.) |
| - | ---------------- | ---------------------- | ---------------- |
| 1 | Верхний          | хутор                  | ↘403             |
| 2 | Раздольная       | станица                | ↘3025            |